# Клетъчно дишане
Клетъчното или тъканното дишане е съвкупност от биохимични реакции, протичащи в клетките на живите организми, по време на които въглехидратите се окисляват до въглероден диоксид и вода.
Клетъчното дишане е набор от метаболитни реакции и процеси, протичащи в клетките на организмите, при които биохимичната енергия от хранителните вещества се трансформира в аденозинтрифосфат (ATФ) и се освобождават крайни продукти. Реакциите, осъществяващи се при дишането, са катаболитни и включват редокс реакции (окисление на една молекула и редукция на друга). Клетъчното дишане е ключов метод на клетката за сдобиване с използваема форма на енергия.
Най-използваните хранителни вещества при дишането в растителните и животинските клетки са захари, аминокиселини и мастни киселини, а крайният електронен акцептор е кислородът (O2). Бактериите и археите могат да бъдат и литотрофи, като осъществяват клетъчното дишане, използвайки широк набор от неорганични молекули за електронни донори и акцептори като сяра, метални йони, метан или водород. Организмите, използващи кислорода като краен акцептор на електрони при процеса на дишане, се означават като аероби, докато тези, използващи друг краен акцептор – анаероби.
Освободената при процеса на клетъчно дишане енергия се използва за синтез на АТФ и се съхранява под тази форма. Така при необходимост АТФ може да се използва за извършването на енергозависими процеси като биосинтеза, движение или активен транспорт през клетъчната мембрана.
Аеробното дишане се нуждае от кислород, за да освобождава енергия (АТФ). Въпреки че въглехидратите, мазнините и протеините могат да бъдат разградени и използвани за енергийни нужди, предпочитаната форма е глюкозата, разградена при гликолизата до пируват, който влиза в митохондиите, за да бъде окислен напълно в цикъла на Кребс. Продукт на този процес е АТФ (получен при фосфорилиране на субстратно ниво в гликолизата), НАДН и ФАДН2
| Сумарна реакция: | C6H12O6 (aq) + 6 O2 (g) → 6 CO2 (g) + 6 H2O (l) |
| Сумарна реакция: | ΔG = -2880 kJ на мол C6H12O6                    |

Отрицателното ΔG означава, че процесът е екзергоничен и може да протече спонтанно.
Редукционният потенциал на НАДН и ФАДН2 се трансформира в АТФ посредством електрон-транспортна верига, в която крайният акцептор на електрони е кислород. По-голяма част от АТФ, синтезиран в аеробни условия, се получава при процеса на окислително фосфорилиране. Това се получава, като при преминаването на електроните в електрон-транспортните вериги се прехвърлят пророни към външната страна на вътрешната митохондриална мембрана, като по този начин се генерира протонен градиент. Този градиент се използва от ензимен комплекс (АТФ синтаза), разположен във вътрешната митохондриална мембрана за синтез на АТФ от аденозиндифосфат (АДФ) и фосфатна група РО4-3. Максималният брой молекули АТФ, получени при окислението на една молекула глюкоза при клетъчно дишане, е 38 (2 при гликолизата, 2 от цикъла на Кребс и около 34 от електрон-транспортните вериги). Все пак този максимум никога не се достига поради загуби, както и необходимостта от енергия при някои етапи от процеса. Реалната печалба за клетката от една молекула глюкоза е 29 – 30 АТФ.
Аеробният метаболизъм е 19 пъти по-ефикасен от анаеробния (при който се печелят 2 mol ATФ на 1 mol глюкоза).